# Eileen Farrell
Pour les articles homonymes, voir Farrell.
Eileen Farrell (Willimantic, Connecticut, 13 février 1920 - Park Ridge, New Jersey, 23 mars 2002) était une cantatrice américaine, qui fit carrière surtout à la radio et en concert.

## Biographie
Elle étudie le chant à New York avec Merle Alcock et Eleanor McLellan. Elle débute en concert à la station de radio CBS en 1940.
Elle anime et chante durant cinq ans à la radio dans une série d'émissions intitulées « Eileen Farrell presents », et ne commence à se produire sur scène qu'en 1947. En 1951, elle tient le rôle de Marie dans Wozzeck, en version concert à Carnegie Hall, puis en 1955, toujours en version concert, le rôle-titre dans Medea à Town Hall de New York. En 1956, elle apparaît sous la direction d'Alfredo Antonini devant un public de plus de 13 000 invités au stade Lewisohn à New York et chante des airs de l'opéra Ernani, composé par Giuseppe Verdi.
Elle débute officiellement à l'opéra en 1956, en Leonora dans Il trovatore, au San Francisco Opera. L'année suivante, elle chante le rôle-titre dans La Gioconda au Lyric Opera de Chicago, et débute au Metropolitan Opera de New York, dans le rôle-titre de Alceste, en 1960, et y chantera régulièrement jusqu'en 1965, notamment La Gioconda, Leonora dans La forza del destino, Santuzza dans Cavalleria rusticana, et Maddalena dans Andrea Chénier.
Elle continue à se produire en concert, défendant un vaste répertoire, incluant Haendel, Bach, Beethoven, Wagner, Verdi, Puccini, ainsi que de la musique populaire et de jazz, travaillant avec les grands chefs d'orchestre de son époque, tels Pierre Monteux, Leopold Stokowski, Dimitri Mitropoulos, Erich Leinsdorf, Leonard Bernstein, Thomas Schippers, etc.
En 1971, elle enregistre son unique intégrale d'opéra, Maria Stuarda, aux côtés de Beverly Sills, et commence à enseigner à l'Université de l'Indiana.
Elle publie ses mémoires Can't help singing:The Life of Eileen Farrell, en 1997.